# Mountain Park (hrabstwo Gwinnett)
Mountain Park – jednostka osadnicza w Stanach Zjednoczonych, w stanie Georgia, w hrabstwie Gwinnett.